# Dayton (Virginia)
Dayton es un pueblo situado en el condado de Rockingham, Virginia, Estados Unidos. Tiene una población estimada, a mediados de 2023, de 1740 habitantes.
Es parte del área metropolitana de Harrisburg.

## Geografía
Según la Oficina del Censo, la localidad tiene una superficie de 2.67 km², correspondientes en su totalidad a tierra firme.

## Demografía

### Censo de 2020
Según el censo de 2020, en ese momento había 1688 personas residiendo en la localidad. La densidad de población era de 260 hab./km². El 80.9% de los habitantes eran blancos, el 1.6% eran afroamericanos, el 0.5% eran amerindios, el 1.7% eran asiáticos, el 6.9% eran de otras razas y el 8.4% eran de una mezcla de razas. Del total de la población, el 13.4% eran hispanos o latinos de cualquier raza.

### Estimación 2019-2023
De acuerdo con la estimación 2019-2023 de la Oficina del Censo, el 22.5% de los habitantes tienen menos de 18 años, el 65.4% tienen entre 18 y 64 años, y el 12.1% tienen 65 años o más. La edad media es de 34.5 años.
Los ingresos medios de los hogares de la localidad son de $87,763 y los ingresos medios de las familias son de $102,448. El 4.7% de los habitantes están por debajo de la línea de pobreza, entre ellos el 6.1% de los menores de 18 años y el 8.6% de quienes tienen 65 años de edad o más.